# Museo de Escultura en Vidrio Javier Gómez (MEVJG)
El Museo de Escultura en Vidrio Javier Gómez (MEVJG), inaugurado en 2019, es uno de los proyectos profesionales de Javier Gómez, exponente de la escultura contemporánea en vidrio a nivel nacional e internacional. Se encuentra ubicado en Pedro Bernardo, municipio de la provincia de Ávila en el que nació el artista y donde tiene su estudio.

## Historia
Javier Gómez comenzó a realizar esculturas de vidrio en 1986, tras varios años trabajando en la cristalería industrial de su familia e inspirado por Joaquín Torres Esteban, artista segoviano pionero del vidrio laminado escultórico en España. 
En Pedro Bernardo ya había realizado en 1988 una exposición en el Ayuntamiento, así como algunas visitas guiadas a su taller. El MEVJG en esta localidad abulense, situado en la segunda planta del edificio en el que se encuentra el consultorio médico, frente al Centro Cultural Arturo Duperier, se inauguró el 2 de marzo de 2019. Durante las primeras semanas tras su apertura, el museo podía visitarse todos los días, en horario de mañana y de tarde. Sin embargo, en 2024 solo se encuentra abierto al público los sábados (de 12:00 a 14:00).
El artista Javier Gómez también tiene otros proyectos: fue el impulsor del Museo de Arte en Vidrio de Alcorcón (MAVA) en 1997, localidad en la que hizo su primera exposición. Además, ha realizado exposiciones en galerías y museos de arte contemporáneo de varios países de Europa y América.

## Técnica e inspiración

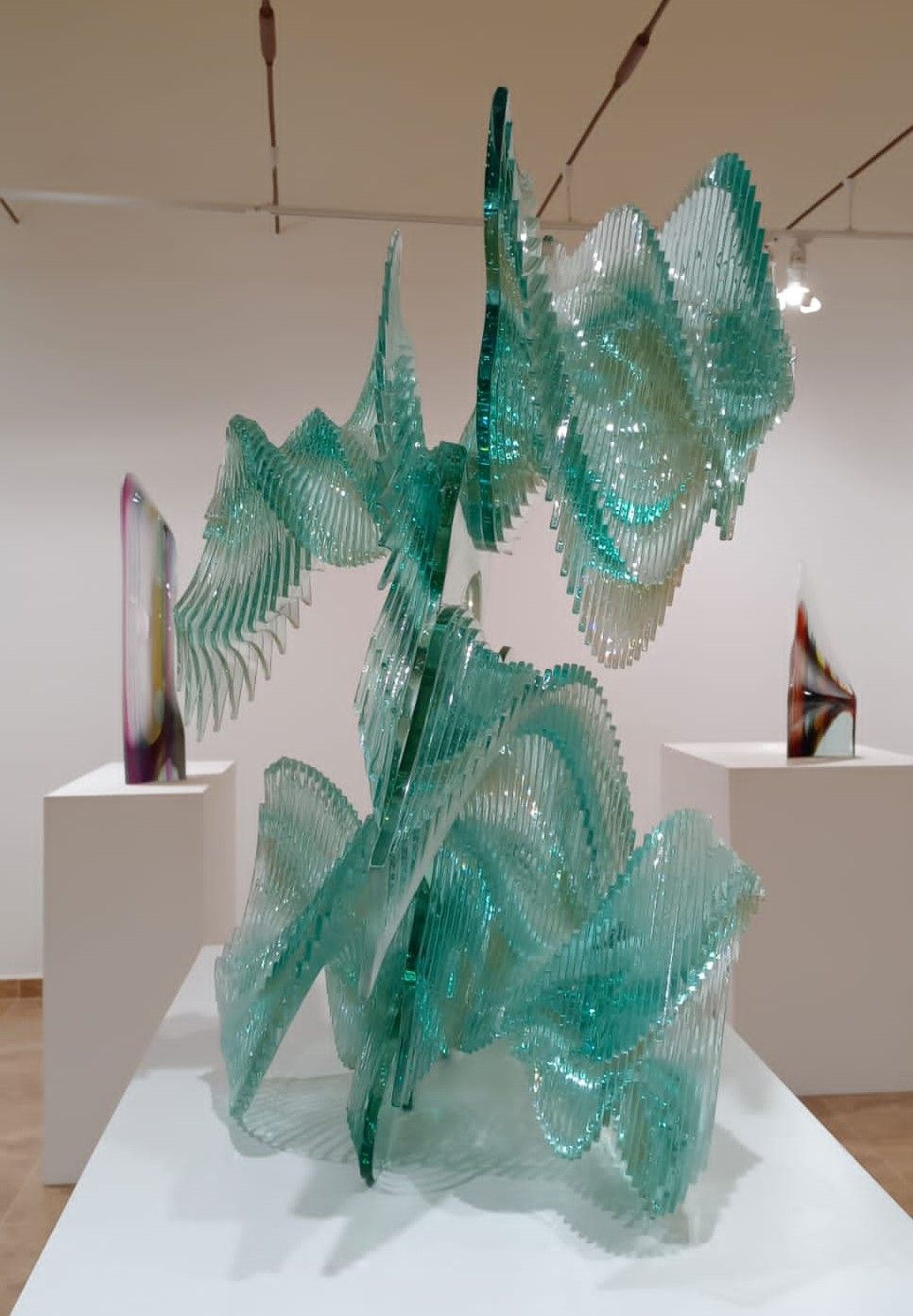
Vista lateral de la pieza Brote (1992)

La técnica que utiliza Javier Gómez en las obras expuestas en el MEVJG es autodidacta: investiga y experimenta con el vidrio plano superponiendo láminas, cortándolas, puliéndolas y pegándolas; para ello, emplea discos y lijas de diamante. El artista también utiliza otros procedimientos, como cortes en frío, burbujas de aire, grabados con chorros de arena y craquelado, consiguiendo distintas texturas y acabados. Su estilo se encuentra dentro de la abstracción, aunque se perciben ciertas resonancias orgánicas.
La principal inspiración de Javier Gómez proviene de la naturaleza, cuyas formas emplea en sus obras. El artista ha indicado en alguna ocasión que el entorno de Pedro Bernardo y el Valle del Tiétar le ayuda a crear sus piezas.

## Museo y obras

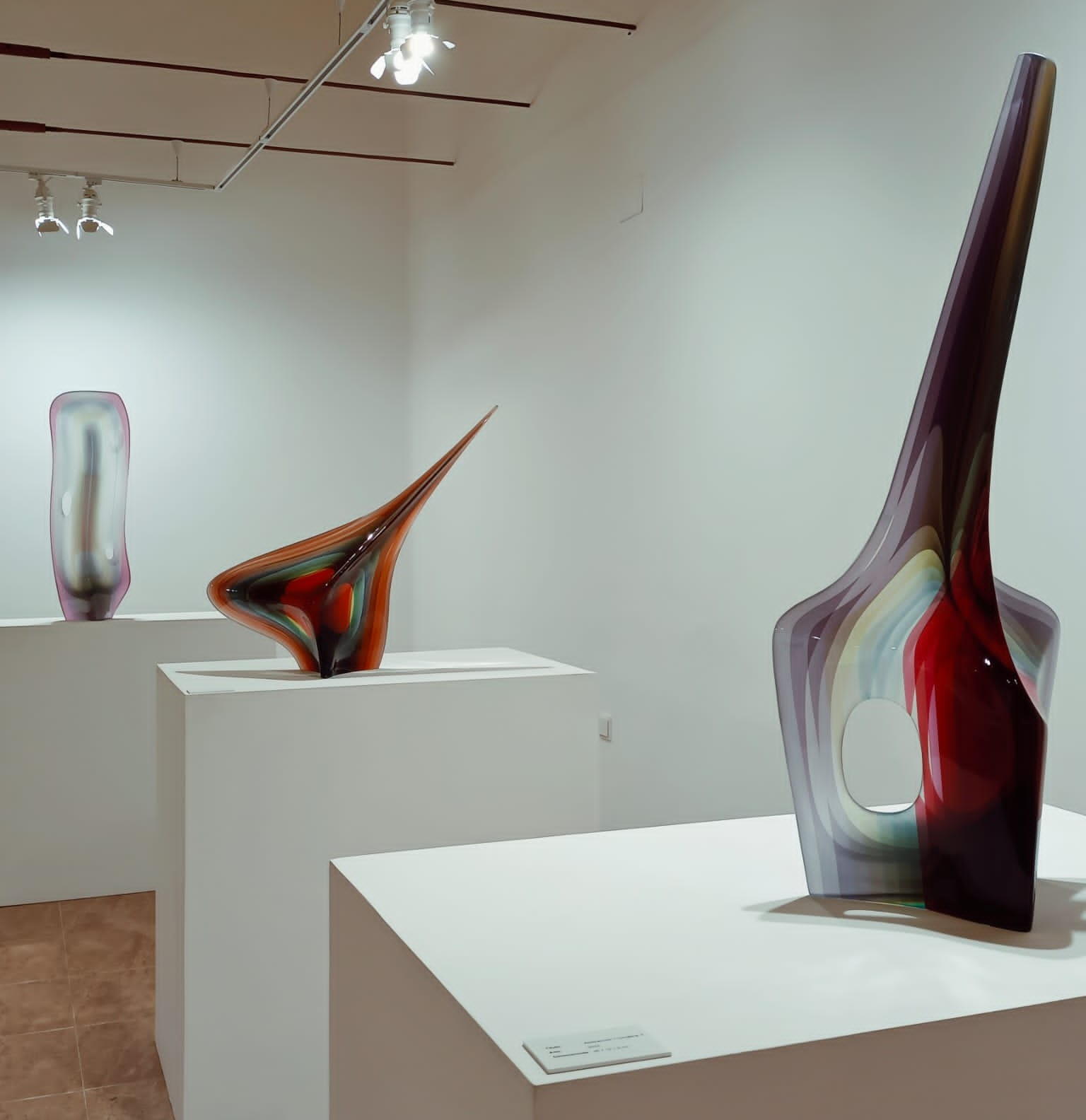
Piezas de la serie Abstracción Cromática

Cuando el MEVJG abrió sus puertas en 2019, el espacio contaba con treinta obras del artista. Sin embargo, se concibe como un “museo vivo”, por lo que las piezas expuestas cambian periódicamente.
La exposición agrupa esculturas de dos periodos distintos de la trayectoria artística de Javier Gómez:
- Entre 1986 y 1999: el artista se centra en el movimiento cinético y el geometrismo superponiendo planos secuenciales.
- A partir de 1999: emplea vidrio flotado (incoloro y transparente) e incorpora colores como el negro, el rosa, el azul o el rojo.[7]

Algunas de las piezas y colecciones que pueden visitarse en el MEVJG son:

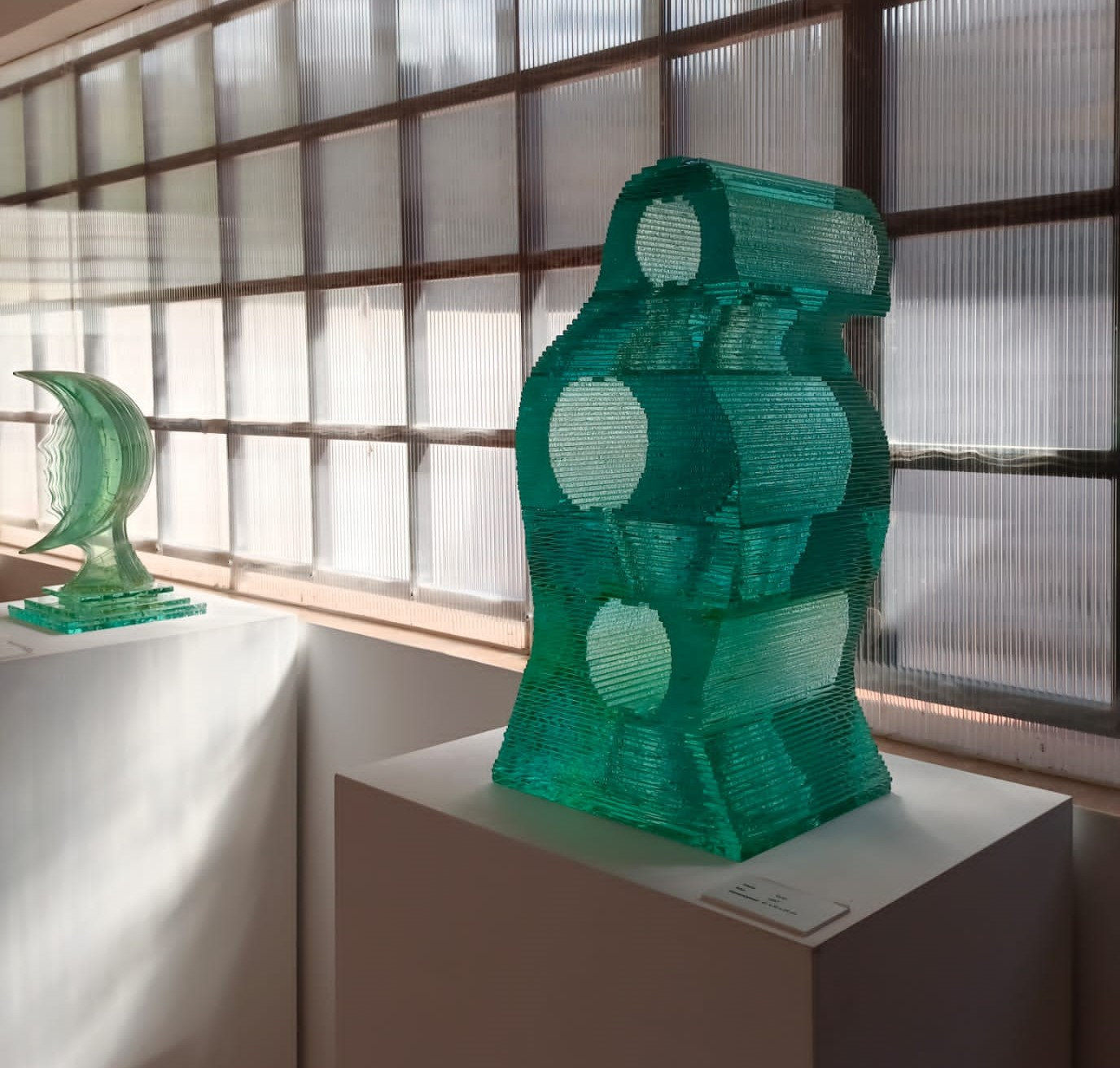
Torso y Cara de la Luna (1987)

- Torso y Cara de la Luna (1987)Obras de la primera etapa del autor (entre 1986 y 1999): algunos ejemplos son Furia Rota (1987), Torso (1987), Cara de la Luna (1987), Grito (1990), Soplando al viento (1991) y Brote (1992).
- Algunas piezas de la colección Buscando en el Espacio.
- Algunas piezas de la colección Abstracción Cromática.
- Algunas piezas de la colección Abstracción Orgánica: el año en el que se inauguró el MEVJG, Javier Gómez estaba trabajando, entre otros proyectos, la serie de esculturas con el título Abstracción Orgánica. Algunas de estas piezas, que habían estado expuestas en la galería madrileña Van Gogh Art Gallery durante el mes de junio de 2019, pasaron a formar parte durante un tiempo de la exposición en Pedro Bernardo.[8]